# Coupe d'Arménie de football 2016-2017
Navigation
Coupe d'Arménie 2015-2016 Coupe d'Arménie 2017-2018
La Coupe d'Arménie 2016-2017 est la 26e édition de la Coupe d'Arménie depuis l'indépendance du pays. Elle prend place entre le 21 septembre 2016 et le 24 mai 2017.
Un total de huit équipes participe à la compétition, cela inclut les six clubs de la première division 2016-2017 auxquels s'ajoutent deux équipes du deuxième échelon, l'Erebuni SC et le Kotayk Abovian.
La compétition est remportée par le Shirak FC qui s'impose contre le Pyunik Erevan à l'issue de la finale pour gagner sa troisième coupe nationale. Cette victoire permet au Shirak de se qualifier pour la Ligue Europa 2017-2018 ainsi que pour l'édition 2017 de la Supercoupe d'Arménie.

## Quarts de finale
Les matchs aller sont disputés entre le 21 septembre et le 9 octobre 2016, et les matchs retour les 18 et 19 octobre suivants.
| Équipe 1             | Score  | Équipe 2            | Aller         | Retour        |
| -------------------- | ------ | ------------------- | ------------- | ------------- |
| Gandzasar Kapan (D1) | 6 - 0  | (D2) Erebuni SC     | 3 - 0 Forfait | 3 - 0 Forfait |
| Alashkert FC (D1)    | 1 - 3  | (D1) Pyunik Erevan  | 1 - 2         | 0 - 1         |
| Ararat Erevan (D1)   | 2 - 2E | (D1) Banants Erevan | 1 - 2         | 1 - 0         |
| Kotayk Abovian (D2)  | 0 - 3  | (D1) Shirak FC      | 0 - 0         | 0 - 3 Forfait |

## Demi-finales
Les matchs aller sont disputées les 11 et 12 avril 2017, et les matchs retour deux semaines plus tard les 25 et 26 avril suivants.
| Équipe 1             | Score | Équipe 2            | Aller | Retour |
| -------------------- | ----- | ------------------- | ----- | ------ |
| Pyunik Erevan (D1)   | 3 - 1 | (D1) Banants Erevan | 2 - 1 | 1 - 0  |
| Gandzasar Kapan (D1) | 1 - 2 | (D1) Shirak FC      | 0 - 1 | 1 - 1  |

## Finale
La finale de cette édition oppose le Pyunik Erevan au Shirak FC. Les deux équipes affichent une certaine expérience à ce niveau de la compétition, le Pyunik disputant sa douzième finale depuis 1992, pour huit victoires, tandis que le Shirak atteint ce stade pour la septième fois, pour deux succès en 2012 et 2017.
Disputée le 24 mai 2017 au stade Républicain Vazgen-Sargsian d'Erevan, la partie tourne rapidement à l'avantage du Shirak, qui ouvre le score dès la 6e minute par l'intermédiaire de Kyrian Nwabueze (en) avant d'afficher une avance de trois buts à la mi-temps grâce à des nouveaux buts de Vahan Bichakhchyan à la demi-heure de jeu puis de Nwabueze à la 38e minute. Le score n'évolue plus par la suite et permet au Shirak de remporter sa troisième coupe nationale.
| ·                 |
| Entraîneur :      |
| Artak Oseyan (it) |

| ·                   |
| Entraîneur :        |
| Vardan Bichakhchyan |

| ·                 |
| Entraîneur :      |
| Artak Oseyan (it) |

| ·                   |
| Entraîneur :        |
| Vardan Bichakhchyan |